# Roberto III di Dreux
Roberto III di Dreux detto Gasteblé (1185 – Braine, 3 marzo 1234) fu conte di Dreux e Braine, signore di Bagneux-la-Fosse, figlio di Roberto II, conte di Dreux, e di Yolanda di Coucy.

## Biografia
Nel 1212 combatté con suo fratello Pierre Mauclerc e agli ordini di Luigi il Leone figlio di Filippo Augusto contro gli inglesi. Difese in particolare la città di Nantes, ma fu preso prigioniero durante una sortita. Dopo la battaglia di Bouvines fu scambiato con il conte di Salisbury. Partecipò alla crociata contro gli Albigesi e assediò Avignone nel 1226. Dopo la morte di Luigi VIII fu uno dei sostenitori della reggente Bianca di Castiglia.
Nel 1229 fece costruire il castello di Dannemarche a Dreux.
Nel 1234 fu sepolto nella necropoli di famiglia della chiesa abbaziale di Saint-Yved a Braine.

## Matrimonio e figli
Roberto III di Dreux sposò nel 1210 Aénor, signora di Saint-Valery-sur-Somme (1192 - 1250), figlia de Thomas de Saint-Valery e d'Adele di Ponthieu. Dall'unione nacquero:
- Yolanda (1212 - 1248), sposata nel 1229 con Ugo IV di Borgogna (1213 - 1272);
- Giovanni I ( 1215 - 1249), conte di Dreux;
- Roberto I ( 1217 - 1264), signore di Beu, visconte di Châteaudun;
- Antonietta (1228 - 1277), sposata nel 1247 con Roberto IV d'Ô;
- Pietro (1220 - 1250), sacerdote.

## Ascendenza
|                      |   |                    | Genitori             |  |  | Nonni |  |  | Bisnonni            |  |  | Trisnonni            |  |
|                      |   |                    |                      |  |  |       |  |  | Luigi VI di Francia |  |  | Filippo I di Francia |  |
|                      |   |                    |                      |  |  |       |  |  | Luigi VI di Francia |  |  | Filippo I di Francia |  |
|                      |   | Berta d'Olanda     |                      |  |  |       |  |  | Luigi VI di Francia |  |  |                      |  |
| Roberto I di Dreux   |   |                    |                      |  |  |       |  |  | Luigi VI di Francia |  |  |                      |  |
|                      |   | Adelaide di Savoia | Umberto II di Savoia |  |  |       |  |  |                     |  |  |                      |  |
|                      |   | Adelaide di Savoia | Umberto II di Savoia |  |  |       |  |  |                     |  |  |                      |  |
|                      |   | Adelaide di Savoia | Giselda di Borgogna  |  |  |       |  |  |                     |  |  |                      |  |
| Roberto II di Dreux  |   | Adelaide di Savoia |                      |  |  |       |  |  |                     |  |  |                      |  |
|                      |   | Anseau di Garlande | …                    |  |  |       |  |  |                     |  |  |                      |  |
|                      |   | Anseau di Garlande | …                    |  |  |       |  |  |                     |  |  |                      |  |
|                      |   | Anseau di Garlande | …                    |  |  |       |  |  |                     |  |  |                      |  |
| Agnese di Baudemont  |   | Anseau di Garlande |                      |  |  |       |  |  |                     |  |  |                      |  |
|                      |   | …                  | …                    |  |  |       |  |  |                     |  |  |                      |  |
|                      |   | …                  | …                    |  |  |       |  |  |                     |  |  |                      |  |
|                      |   | …                  | …                    |  |  |       |  |  |                     |  |  |                      |  |
| Roberto III di Dreux |   | …                  |                      |  |  |       |  |  |                     |  |  |                      |  |
|                      | … | …                  |                      |  |  |       |  |  |                     |  |  |                      |  |
|                      | … | …                  |                      |  |  |       |  |  |                     |  |  |                      |  |
|                      | … | …                  |                      |  |  |       |  |  |                     |  |  |                      |  |
| Rodolfo I di Coucy   | … |                    |                      |  |  |       |  |  |                     |  |  |                      |  |
|                      |   | …                  | …                    |  |  |       |  |  |                     |  |  |                      |  |
|                      |   | …                  | …                    |  |  |       |  |  |                     |  |  |                      |  |
|                      |   | …                  | …                    |  |  |       |  |  |                     |  |  |                      |  |
| Iolanda di Coucy     |   | …                  |                      |  |  |       |  |  |                     |  |  |                      |  |
|                      |   | …                  | …                    |  |  |       |  |  |                     |  |  |                      |  |
|                      |   | …                  | …                    |  |  |       |  |  |                     |  |  |                      |  |
|                      |   | …                  | …                    |  |  |       |  |  |                     |  |  |                      |  |
| Agnese di Hainaut    |   | …                  |                      |  |  |       |  |  |                     |  |  |                      |  |
|                      |   | …                  | …                    |  |  |       |  |  |                     |  |  |                      |  |
|                      |   | …                  | …                    |  |  |       |  |  |                     |  |  |                      |  |
|                      |   | …                  | …                    |  |  |       |  |  |                     |  |  |                      |  |
|                      |   | …                  |                      |  |  |       |  |  |                     |  |  |                      |  |